# Chariesthes insularis
Chariesthes insularis är en skalbaggsart som beskrevs av Stefan von Breuning 1939. Chariesthes insularis ingår i släktet Chariesthes och familjen långhorningar. Inga underarter finns listade i Catalogue of Life.